# Dipoena sulfurica
Dipoena sulfurica är en spindelart som beskrevs av Claude Lévi 1953. Dipoena sulfurica ingår i släktet Dipoena och familjen klotspindlar. Inga underarter finns listade i Catalogue of Life.